# Àlex Rovira i Celma
Àlex Rovira i Celma (Barcelona, 1 de març de 1969), és un escriptor, economista, conferenciant internacional i consultor català. Ha venut prop de vuit milions de còpies dels seus diferents títols, essent alguns d'ells número 1 de vendes a Espanya i en altres països, tant en català com en altres idiomes. Així mateix, és considerat un expert en Psicologia del Lideratge a nivell mundial.
"La Bona Sort" ha estat la seva obra de no ficció de major impacte internacional, editada en 42 idiomes, amb més de tres milions de còpies venudes els primers dos anys i fou escollit premi Shimpu al millor llibre de l'any 2004 al Japó per unanimitat de crítica, públic i professionals del sector editorial.

## Obres[calcitació]
- La Brúixola Interior, (Empresa Activa, 2003 i 2005).
- La Bona Sort, en coautoria amb Fernando Trias de Bes (Empresa Activa, 2004).
- Els Set Poders, (2006), reeditat el 2009 per Entramat.
- El Laberint de la Felicitat, en coautoria amb Francesc Miralles i Contijoch (Ara Llibres, 2007).
- Les Paraules que Curen, (Plataforma Editorial, 2008).
- La Bona Vida, (Ara Llibres, 2008 i 2013, edició revisada).
- L'última resposta, en coautoria amb Francesc Miralles i Contijoch (Edicions 62, 2009).
- El Benefici, en coautoria amb Georges Escribano (Pòrtic, 2010).
- La Bona Crisi – Una oportunitat per reinventar-se, (Pòrtic, 2010)
- Un cor ple d'estrelles, en coautoria amb Francesc Miralles i Contijoch (Ara Llibres, 2010)
- El bosque de la sabiduría, en coautoria amb Francesc Miralles (Montena, 2011).
- El mapa del tresor, en coautoria amb Francesc Miralles (Rosa dels Vents, 2011).
- La llum d'Alexandria, en coautoria amb Francesc Miralles (Edicions 62, 2012).
- La vida que mereces, en coautoria amb Pascual Olmos (Conecta, 2013).